# Smscoin
SMSCOIN est un système de paiement par mobile, spécialisé dans le paiement par SMS. Il fournit un service de paiement premium par texto dans 92 pays dans le monde, compatible avec des centaines d'opérateurs mobiles. Le projet initial était et reste de couvrir le plus de pays dans le monde possible. En 2010, le projet SmsCoin était le plus développé de tous les projets similaires sur le marché[réf. nécessaire], il propose ses services dans 88 pays dans le monde.

## Histoire

### 2006
Le projet SmsCoin est lancé en juillet 2006 dans seulement 4 pays (Russie, Ukraine, Kazakhstan, Israël) offrant les 3 services suivants: sms:chat, sms:key et sms:bank. Le mois de novembre a vu l'apparition d'un service appelé sms:transit, et vers la fin de l'année, 13 pays sont devenus disponibles. 

### 2007
Le début de l'année 2007 a été marqué par l'extension à de nouveaux pays ainsi que le développement d'extensions innovantes pour les gestionnaires de fichiers et de MIDlet (une application mobile Java) qui simplifie aux clients de SmsCoin l'accès aux statistiques de leurs sites web à l'aide de leur téléphone mobile. La version anglaise du site a été présentée en février. SmsCoin a fêté son anniversaire avec 5 différents sms:services dans 18 pays autour du monde, célébrant sa collaboration avec plus de 5 000 partenaires et le dépassement de la barre du million de textos par jour.

### 2008
L'année 2008 a commencé avec la présentation d'un nouveau programme de développement de modules "prêts-à-utiliser" pour les CMS les plus populaires. 10 d'entre eux ont été publiés sur le site, et un tout nouveau service baptisé sms:content a été lancé. En avril, SmsCoin a annoncé la disponibilité de 30 pays autour du monde. Pendant cette période dure, due à la concurrence acharnée sur le marché du paiement par mobile, SmsCoin a prospéré grâce à des revenus plus élevés et la possibilité pour les partenaires de choisir leurs propres Shortcodes. Par ailleurs, la Russie a vu ses paiements possibles en roubles, et les partenaires pouvaient demander leur part des revenus une fois tous les 5 jours, ce qui était tout à fait extraordinaire. D'octobre à Novembre, de nouvelles réussites ont été accomplies. En premier lieu, un support global a été lancé pour unifier tous les contacts utilisant la messagerie instantanée. Par ailleurs, le support de SmsCoin est désormais étendu 40 pays.

### 2009
En mars 2009, SmsCoin annonce une série d’évènements, commençant par une couverture encore étendue (50 pays, dont plusieurs pays d'Amérique Latine ont été ajoutés d'un coup, puis 6 pays du Moyen Orient qui suivirent en mai). La célébration du 3e anniversaire a été marquée par la refonte graphique et structurelle du site qui le rendirent beaucoup plus simple et agréable à utiliser. Immédiatement après, un nouveau service intitulé sms:donate a été lancé. Vers la fin de l'année, le projet SmsCoin couvrait déjà 65 pays, dont les derniers intégrés étaient la Chine, Taiwan et Hong Kong. Pendant l'année 2009, la bibliothèque de scripts "prêts-à-utiliser" a été considérablement agrandie, s'inscrivant dans une démarche d'amélioration entamée en 2008 et qui perdure jusqu'à aujourd'hui.

### 2010
L'année 2010 commence avec l'intégration de l'Inde et de Chypre, des cas uniques sur le marché du téléphone mobile. Avec l'addition d'autres pays, le projet SmsCoin atteint une couverture de 88 pays en tout, et de cette manière, s'établit en tant qu'acteur dominant sur le marché du paiement par mobile.

## Caractéristiques uniques
SmsCoin est un projet public et open-source. L'inscription est totalement gratuite, et il procure plusieurs fonctionnalités uniques et innovantes, à la fois sur le marché russe et sur le marché international, à savoir : 
- Couverture complète de 92 pays, dont plusieurs ne sont pas disponibles chez les services concurrents de même type ;
- Bibliothèque complète de modules prêts à être utilisés pour différents CMS et des solutions instantanées pour différentes idées. En tant que concurrent hautement qualifié, SmsCoin a attiré l'attention de grands projets renommés tels que HeroCraft, Odnoklassniki, Alawar Entertainment ou encore Site d'hébergement de fichiers[Quoi ?].

## Critique
Le service SmsCoin a été utilisé à plusieurs reprises dans le but de frauder, et bien que toutes ces tentatives aient été bloquées, le service a souvent été critiqué à cause de son processus d'inscription trop simplifié, de ses paramètres et de leur maintenance. 